# Lelaps sadales
Lelaps sadales är en stekelart som först beskrevs av Walker 1839.  Lelaps sadales ingår i släktet Lelaps och familjen puppglanssteklar. Inga underarter finns listade i Catalogue of Life.